# Abkommen zwischen den Regierungen der Bundesrepublik Deutschland und der Französischen Republik über das Statut der Saar
Das Abkommen zwischen den Regierungen der Bundesrepublik Deutschland und der Französischen Republik über das Statut der Saar zwischen dem deutschen Bundeskanzler Konrad Adenauer und dem französischen Ministerpräsidenten Pierre Mendès France vom 23. Oktober 1954 ist eine der Abmachungen des Vertragswerks, das als „Pariser Verträge“ bezeichnet wird. Es sah vor, dem Saarland im Rahmen der Westeuropäischen Union vorbehaltlich eines künftigen Friedensvertrages ein europäisches Statut zu geben, falls eine Volksabstimmung dies billigen würde. Diese Vereinbarung sollte zur Lösung der sogenannten Saarfrage führen, die bereits in der Zwischenkriegszeit ein Streitpunkt zwischen Deutschland und Frankreich gewesen war und die das erste Jahrzehnt der deutsch-französischen Beziehungen nach 1945 belastet hatte. Das Statut wurde in der Volksabstimmung am 23. Oktober 1955 jedoch abgelehnt und damit hinfällig. Diese Ablehnung durch die Saarbevölkerung eröffnete den Weg zu einer bilateralen Vereinbarung zwischen Frankreich und Deutschland über die Eingliederung des Saarlandes in die Bundesrepublik Deutschland.

## Vorgeschichte
Am 10. Januar 1920 trat der Friedensvertrag von Versailles in Kraft, der in den Artikeln 45 bis 50 nebst Anlage die Abtrennung des Saargebiets vom Deutschen Reich zur Wiedergutmachung der französischen Kriegsschäden und dessen Verwaltung als Mandatsgebiet des Völkerbunds regelte. Manchmal werden diese Bestimmungen als Erstes Saarstatut bezeichnet.
Es sprach für 15 Jahre Frankreich die Eigentumsrechte an den saarländischen Kohlengruben und den Eisenbahnen westlich der Saar, des Saarbecken-Gebiets, zu. In dieser Zeit verwaltete eine vom Völkerbund eingesetzte Regierungskommission des Saargebietes das Gebiet. 1922 wurde mit dem so genannten Landesrat eine politische Mitbestimmung der Saarländer geschaffen – eine demokratisch gewählte parlamentarische Vertretung fast ohne Befugnis.
Die Verlegung der Zollgrenzen sollte eine Umorientierung der saarländischen Wirtschaft vom deutschen zum französischen Markt bewirken und brachte große Umstellungsprobleme mit sich. Wegen der Einführung des Französischen Francs als Währung am 1. Juni 1923 blieben der saarländischen Bevölkerung die Endphase der Hyperinflation im Deutschen Reich und deren verheerende soziale Auswirkungen erspart.
Auf Grund des Ergebnisses der Volksabstimmung vom 13. Januar 1935, in der sich 90,3 Prozent für eine Wiedereingliederung ins Deutsche Reich ausgesprochen hatten, kehrte das Saargebiet zum 1. März 1935 in das deutsche Zollgebiet zurück, wieder gab es große Umstellungsprobleme – diesmal umgekehrt. Nach dem deutschen Überfall auf Polen 1939 erklärte Frankreich Deutschland den Krieg. Im Mai/Juni 1940 eroberte das nationalsozialistische Deutschland Frankreich und besetzte es bis 1944.

## Europäisches Saarstatut

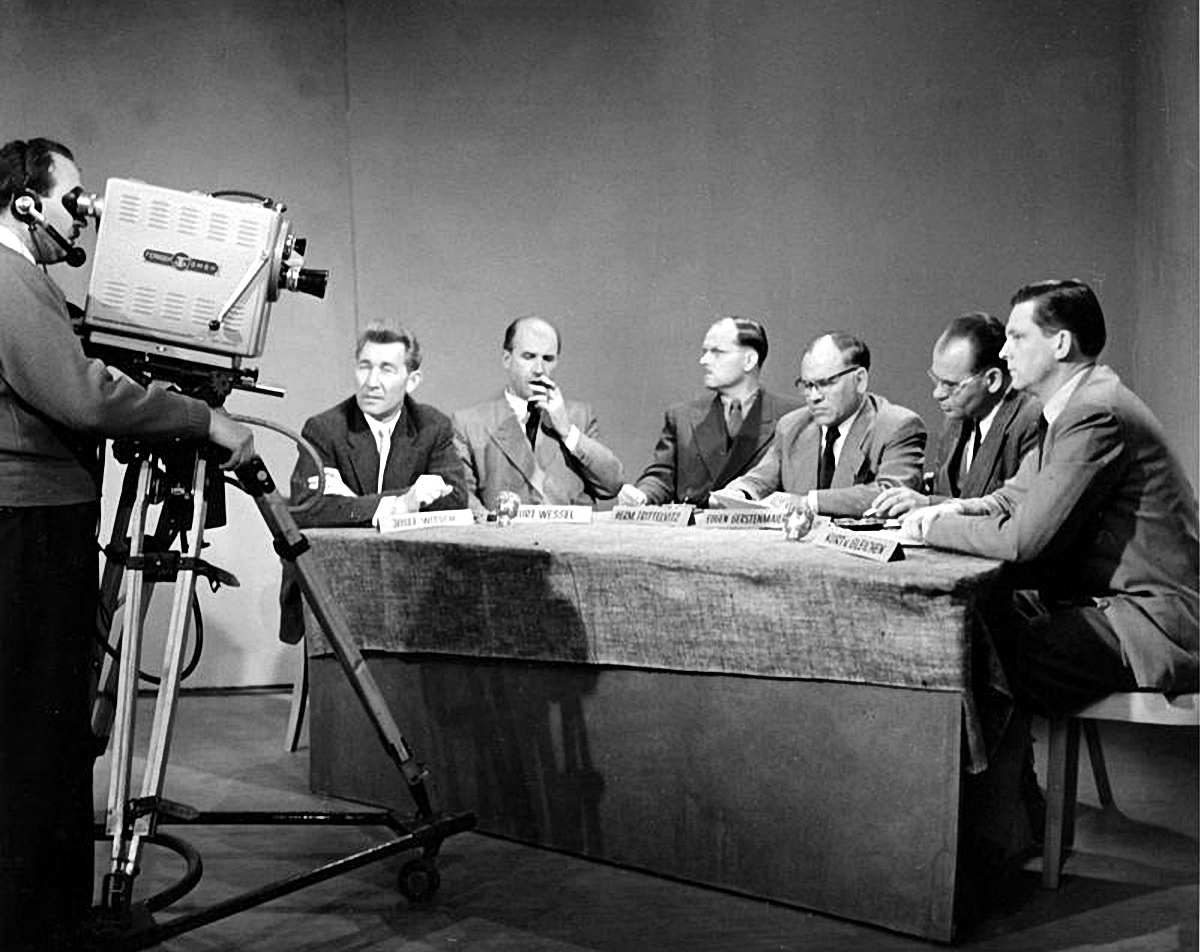
Journalistengespräch am 3. November 1953 über die Saarfrage mit den Bundestagsabgeordneten Hermann Trittelvitz (SPD) (3. v. l.) und Eugen Gerstenmaier (CDU) (4. v. l.) und vier Journalisten

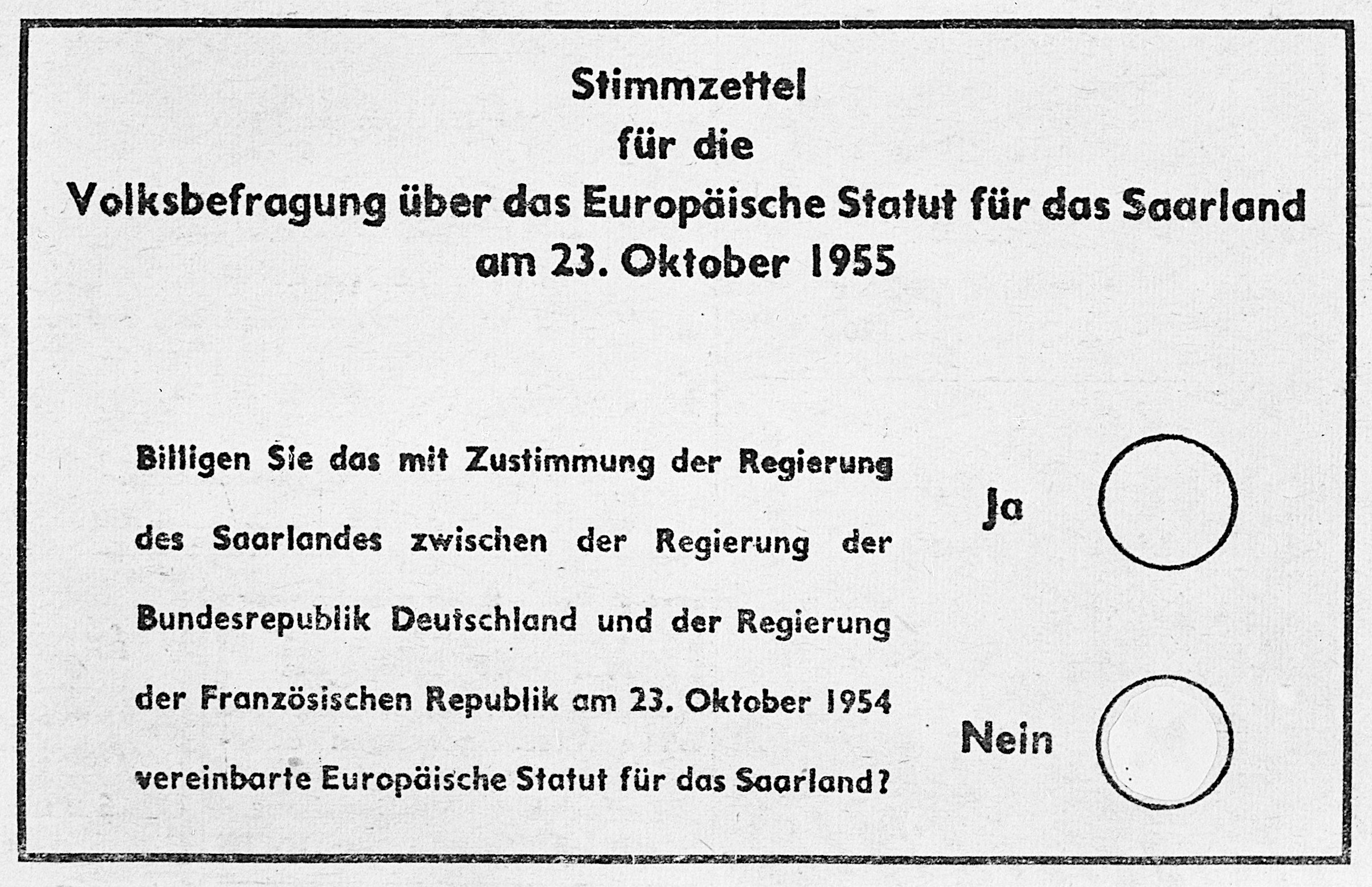
Stimmzettel der Volksbefragung am 23. Oktober 1955

Das europäische (oder „zweite“) Saarstatut wurde als Teil der Pariser Verträge von 1954 zwischen dem französischen Ministerpräsidenten Pierre Mendès France und dem deutschen Bundeskanzler Konrad Adenauer ausgehandelt und am 23. Oktober im Rahmen dieser unterzeichnet und sah im Wesentlichen eine Europäisierung des Saarlandes vor, die jedoch an einer ablehnenden Volksabstimmung durch die Saarländer scheiterte.
Die Vorgeschichte dieser Regelung bestand vor allem aus der französischen Besatzung des Saarlandes nach dem Zweiten Weltkrieg: Frankreich wollte – nachdem das Saargebiet nach Ablösung der amerikanischen Besatzung am 10. Juli 1945 zur französischen Besatzungszone gehörte – das Industrierevier an der Saar stärker an sich binden, so wie nach dem Ersten Weltkrieg. Wegen des Widerstands der Alliierten gab es dieses Vorhaben, das der gemeinsamen Berliner Erklärung der Siegermächte zuwidergelaufen wäre, zugunsten einer Währungs-, Wirtschafts- und Verteidigungsunion bei einer ansonsten gewährten Autonomie des Saarlandes auf.
Am 8. Oktober 1946 bildete sich eine Verwaltungskommission und am 22. Dezember 1946 schloss Frankreich die Grenze des Saarlandes zum übrigen Deutschland und trieb damit die Entwicklung im französischen Sinne voran – etwa durch die Einführung des Franc als Währung am 20. November 1947 und durch die Verabschiedung einer eigenen Verfassung am 15. Dezember 1947. Allerdings war die „Saarlösung“ von 1947 ein einseitiger Akt Frankreichs, der für seine völkerrechtliche Wirksamkeit zumindest der Zustimmung der vier alliierten Mächte bedurft hätte. Eine dauerhafte Abtrennung der Saar von Deutschland war für Deutschland nicht akzeptabel und wurde auch von der Sowjetunion ausdrücklich verweigert. Eine Annexion wurde in der französischen Öffentlichkeit diskutiert, es existiert aber kein Nachweis, dass die französische Regierung sie nach 1945 konkret anstrebte.
Ab 1950 begann der ungelöste Status des Saargebiets die westeuropäische und atlantische Zusammenarbeit zu behindern. Frankreichs Außenminister Robert Schuman hatte, um die unter dem Zankapfel Saarland leidende deutsch-französische Verständigung in Gang zu bringen, 1952 eine Europäisierung der Saar ins Gespräch gebracht.
Eigentlicher Vordenker der Europäisierung war aber Johannes Hoffmann, der Ministerpräsident des Saarlands zu dieser Zeit. Das Saarland sollte zu einem außerstaatlichen Territorium und Standort verschiedener europäischer Institutionen werden.
Das 1954 zwischen Pierre Mendès-France und Konrad Adenauer ausgehandelte und am 23. Oktober unterzeichnete Saarstatut sah dementsprechend bis zum Abschluss eines Friedensvertrages mit Deutschland die Unterstellung des Saarlandes unter einen Kommissar der Westeuropäischen Union vor. Dieser sollte das Land nach außen vertreten. Die saarländische Regierung sollte jedoch weiter für die inneren Angelegenheiten zuständig und die wirtschaftliche Anbindung an Frankreich erhalten bleiben. Allerdings war auch eine engere wirtschaftliche Vernetzung mit der Bundesrepublik vorgesehen. In der deutschen Innenpolitik wurde Adenauer wegen des Saarstatuts scharf angegriffen. Vor allem die SPD sah darin eine De-facto-Abtretung des Saarlands an Frankreich.
Vor dem endgültigen Inkrafttreten sah das Saarstatut eine Volksabstimmung vor. Vor dieser kam es zu einem heftigen Abstimmungswahlkampf. Da das Saarstatut die Wiederherstellung der Meinungs- und Versammlungsrechte vorsah, konnten sich im Sommer 1955 die pro-deutschen Parteien des Saarlandes zum Deutschen Heimat-Bund formieren. Da sich darunter auch die CDU befand, ergab sich die paradoxe Situation, dass die Saar-CDU zum Ablehnen des Statuts aufrief, während CDU-Bundeskanzler Adenauer eine Zustimmung propagierte. Während des Wahlkampfes kam es zu schweren Auseinandersetzungen mit deutsch-nationalistischen Tönen sowie Angriffen auf Ministerpräsident Hoffmann („Der Dicke muss weg!“) und seine von ehemaligen Emigranten getragene Regierung, andererseits riskierten Neinsager Diffamierungen und Repressalien. Zusätzlich hatte die Ablehnung der Europäischen Verteidigungsgemeinschaft durch Frankreich das Vertrauen in den europäischen Einigungskurs erschüttert und Frankreichs Wirtschaft geriet gegenüber dem deutschen Wirtschaftswachstum ins Hintertreffen. (Zur Rolle der katholischen Kirche im Abstimmungswahlkampf siehe den Artikel über Michael Schulien, den damaligen Päpstlichen Apostolischen Visitator des Saargebietes.)
In der Volksabstimmung am 23. Oktober 1955 votierten 67,7 Prozent der abstimmenden saarländischen Bürger – bei einer Beteiligung von 96,6 Prozent (620.000 Teilnehmer) – gegen das Saarstatut. Dieses Votum wurde als Ausdruck des Willens zu einem Beitritt zur Bundesrepublik Deutschland angesehen.
Da der deutsch-französische Vertrag von 1954 keine Regelungen für den Fall einer Ablehnung des Saarstatuts enthielt, musste erneut verhandelt werden. Diese Verhandlungen führten zum Saarvertrag vom 27. Oktober 1956, in dem Frankreich der Rückgliederung des Saarlandes unter deutsche Hoheit zum 1. Januar 1957 zustimmte. Am 14. Dezember 1956 erklärte der saarländische Landtag den förmlichen Beitritt zum Geltungsbereich des deutschen Grundgesetzes. Durch das Gesetz über die Eingliederung des Saarlandes wurde das Saarland am 1. Januar 1957 in die Bundesrepublik eingegliedert. Dieser Beitritt wurde 1990 zum Vorbild für die verfassungsrechtliche Gestaltung der deutschen Wiedervereinigung.
Der Termin für die wirtschaftliche Eingliederung des Saarlandes in die Bundesrepublik und die Einführung der D-Mark an der Saar wurde vor der Bevölkerung lange geheim gehalten und als „Tag X“ hoffnungsvoll erwartet. Erst mit dem wirtschaftlichen Anschluss am 6. Juli 1959 war die „kleine Wiedervereinigung“ vollständig, und so endete nach 14 Jahren der zweite saarländische Sonderweg.